# Infurcitinea italica
Infurcitinea italica är en fjärilsart som beskrevs av Hans Georg Amsel 1954. Infurcitinea italica ingår i släktet Infurcitinea och familjen äkta malar.
Artens utbredningsområde är Italien. Inga underarter finns listade i Catalogue of Life.